# Durefishan Saleem
Durefishan Saleem es una actriz paquistaní de ascendencia punjabi que aparece en la televisión urdu. Hizo su debut actoral en Dil Ruba (2020)  como actriz de reparto.
También actuó en Bhaaras (2020), por la que recibió un premio People's Choice Awards de la ARY. Luego, ganó su reconocimiento en Kaisi Teri Khudgarzi (2022)  e Ishq Murshid (2023).

## Primeros años y educación
Durefishan nació el 14 de enero de 1996 en Lahore, Punjab, hija de Saleem-ul-Hassan, quien trabajó como director y productor para PTV en la década de 2000. Obtuvo su licenciatura en derecho en el University College London. En 2019, se mudó a Karachi para hacer carrera en la actuación.

## Carrera
En 2022, actuó en el drama amoroso Kaisi Teri Khudgarzi  junto a la danesa Taimoor, lo que la convirtió en una actriz exitosa y establecida en la industria. En 2023, actuó en Jurm  junto con Wahaj Ali y luego en una serie de antología Siyaah, y en el drama social Jaisay Aapki Marzi junto a Mikaal Zulfiqar.  También se le ofreció actuar en Jhok Sarkar junto con Farhan Saeed.
Luego, interpretó a Shibra Sulaiman en Ishq Murshid junto con Bilal Abbas Khan y obtuvo un buen reconocimiento de los críticos que también elogiaron la actuación de Fishan.  En 2024, actuó en el thriller de venganza Khaie junto a Faysal Quraishi y también recibió críticas positivas del público.